# Ramon Llambard
Ramon Llambard o Llombard fou un arquitecte medieval que, cap al 1175, dirigí les obres de la catedral d'Urgell.
Les obres per a una nova catedral havien començant amb el bisbe Ot d'Urgell entre els anys 1116 i 1122. L'impuls decisiu el dona el bisbe Arnau de Prexens (1167-1195) que, l'any 1175, fa un contracte amb Ramon Llambard. Aquest es compromet a cloure les voltes, aixecar els campanars una filada per damunt d'aquestes i acabar el cimbori en un termini de set anys.
Hom pensa que Llambard podria ser d'origen italià (el seu "cognom" seria una denominació relativa a l'origen llombard), la qual cosa explica la forta influència de l'art romànic del nord d'Itàlia en l'edifici, que després s'estengué pels comtats de la Gòtia.
Llambard hauria complert l'encàrrec l'any 1182, quan se'n va alçar el campanar de la façana principal. A partir d'aquí, no coneixem res més de la seva trajectòria.